# Bunta Sugawara
Bunta Sugawara (菅原文太?, Sugawara Bunta; Sendai, 16 agosto 1933 – Tokyo, 28 novembre 2014) è stato un attore giapponese.
Ha debuttato nel 1956 nel film della Toho Aishu no machi ni kiri ga furu.
Nella sua carriera è apparso in più di 200 film, il più famoso è Lotta senza codice d'onore di Kinji Fukasaku.

## Filmografia

### Cinema
- The Battery, regia di Yōjirō Takita (2007)

- Baka Masa Hora Masa Toppa Masa (Baka Masa)
- Chōeki Tarō: Mamushi no Kyōdai (Masatarō)
- Kenkei tai Soshikibōryoku (Tokomatsu Kunō)
- Dorakku Yarō: Go Iken Muyō (Jirō Hoshimomo)
- Dynamite Dondon (Kasuke Onga)
- Honō no Gotoku (Senkichi)
- Lotta senza codice d'onore (Shōzō Hirono)
- Jingi Naki Tatakai: Hiroshima Shitō Hen (Shōzō Hirono)
- Jingi Naki Tatakai: Dairisensō (Shōzō Hirono)
- Jingi Naki Tatakai: Chōjō Sakusen (Shōzō Hirono)
- Jingi Naki Tatakai: Kanketsu Hen (Shōzō Hirono)
- Seishun no Mon (Jūzō Ibuki)
- Shin Jingi Naki Tatakai (Makio Miyoshi)
- Shin Jingi Naki Tatakai: Kumichō no Kubi (Shūji Kuroda)
- Shin Jingi Naki Tatakai: Kumichō Saigo no Hi (Shūichi Nozaki)
- Watashi no Grandpa (Kenzō Godai)
- The Great Yokai War (Shuntaro Ino)
- Uomini e cobra
- Utage, regia di Heinosuke Gosho (1967)
- L'arpa birmana

### Animazione
- Samurai Jack (Aku)
- Yuki no Joō ~The Snow Queen~ (Bē)
- Yawara! - Jenny la ragazza del judo

### Film d'animazione
- I racconti di Terramare (Ged Sparrowhawk)
- La città incantata (Kamaji)

### Videogiochi
- Dissidia Final Fantasy (Narratore)

## Nella cultura di massa
- L'aspetto dell'ammiraglio Akainu, personaggio del manga ed anime One Piece, è basato su quello di Sugawara.
- Nel 2020 il cantante Ombre Cinesi ha dedicato un brano all'attore.